# Neosebastes johnsoni
Neosebastes johnsoni är en fiskart som beskrevs av Hiroyuki Motomura 2004. Neosebastes johnsoni ingår i släktet Neosebastes och familjen Neosebastidae. Inga underarter finns listade i Catalogue of Life.